# Soldats de Salamina (pel·lícula)
Soldats de Salamina (originalment en castellà, Soldados de Salamina) és una pel·lícula realitzada pel director i guionista espanyol David Trueba en 2002 i estrenada en Espanya el 21 de març de 2003, basada en la novel·la homònima de l'escriptor Javier Cercas, ambientada en la guerra civil espanyola. S'ha doblat al català per TV3, que va emetre-la per primer cop el 12 d'octubre de 2022.
La pel·lícula va dur a terme algunes modificacions argumentals, com el canvi de sexe del personatge principal, sent aquesta una dona en lloc d'un home (Ariadna Gil, interpretant el paper de Lola, en lloc del mateix Javier Cercas) i un alumne seu qui l'ajuda a acabar la seva novel·la (Diego Luna, interpretant a Gastón, en lloc de l'escriptor Roberto Bolaño). Al temps pretén donar un aire més "liberal" a l'argument de la novel·la, enfosquint el personatge de Rafael Sánchez Mazas (falangista). Va ser triada per Espanya per a representar-la als Premis Oscar, guanyant a Al sur de Granada i Hotel Danubio.

## Preproducció

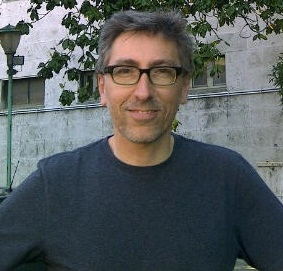
David Trueba en 2012, director i guionista de la pel·lícula, i amic de l'escriptor Javier Cercas.

David Trueba va ser un dels primers amics de Javier Cercas a rebre en 2001 una còpia de la seva nova novel·la, Soldats de Salamina. Per a juny d'aquest any, abans que l'obra es convertís en un èxit, Trueba ja havia decidit portar-la al cinema. La decisió definitiva la va prendre després de reunir-se amb Cercas en la presentació del seu llibre en Cornellà del Terri, a la qual van assistir diversos personatges involucrats en la novel·la, com Miquel Aguirre, Jaume Figueras, María Ferré i Guillem Terribas, i on a més va poder conèixer «els amics del bosc» en persona: Daniel Angelats, Pere Figueras i Joaquim Figueras.
Trueba es va documentar llegint nombrosos llibres i testimoniatges sobre la guerra civil espanyola, inclosa l'obra de Sánchez Mazas, un dels escassos exemplars de Yo fui asesinado por los rojos de Pascual Aguilar, així com entrevistant parents pròxims de persones que la van viure. Trueba estava més interessat en les històries personals d'aquells que van viure la guerra que de la guerra en un context més general, vista com un tot. Per això es va proposar evitar escenes explícites de la Guerra, així com l'ús de símbols recurrents com a uniformes, banderes, càntics, discursos, etc. Malgrat l'enorme quantitat d'informació que va recol·lectar, la seva font principal no va deixar de ser la mateixa novel·la.
Trueba a més va anar a veure les diferents locaciones esmentades en la novel·la.
D'acord amb la seva pròpia lectura de la novel·la, Truebas va sostenir que el veritable protagonista era el narrador, i no Sánchez Mazas ni Miralles. Per això havia de ser el personatge Cercas el protagonista de la pel·lícula.. També va decidir estructurar la història en tres parts: la primera és el plantejament, motivació i trobades que motiven la cerca de l'escriptor; la segona és la cerca de l'escriptor enfocada en Sánchez Mazas, que es torna finalment inútil; i la tercera part s'enfoca en la cerca de Miralles.. Una primera versió del guió ja estava completa quan va aparèixer la positiva crítica de l'obra escrita per Mario Vargas Llosa, que va projectar explosivament la popularitat de l'obra.
La idea que el personatge de Javier Cercas fos interpretat per una dona la hi va donar inicialment el seu amic, el director de cinema Agustín Díaz Yanes, qui li va suggerir a l'actriu Victoria Abril. El que el protagonista fos una dona en lloc d'un home per a Trueba significava una major tensió en diferents aspectes de la història. Abril va llegir el guió, inicialment va acceptar el paper i fins i tot es van reunir un parell de vegades per a parlar del personatge, però al cap d'un mes va haver d'abandonar perquè li van oferir una altra pel·lícula millor remunerada en les mateixes dates de rodatge. En aquells dies Trueba havia acompanyat la seva parella de llavors, l'actriu Ariadna Gil, a gravar a Mèxic La virgen de la lujuria. El director d'aquesta pel·lícula, Arturo Ripstein, li va instar que demanés Gil que fes el paper, amb qui ja havia treballat a Obra maestra.
Per al personatge de Conchi, a qui com Cercas, Trueba considerava fonamental dins de la pel·lícula, va recórrer a María Botto, a qui només havia vist en les pel·lícules Si te dicen que caí i Celos, ambdues dirigides per Vicente Aranda. Per al personatge de Rafael Sánchez Mazas va recórrer a l'actor de teatre Ramon Fontserè, amb qui es va contactar inicialment a través de la directora de producció de la pel·lícula, Jessica Berman, qui va assistir en Girona a la presentació del seu llibre Tres peus al gat: diari d'un actor on comptava el seu procés d'interpretació de Salvador Dalí en l'obra Daaalí. Fontseré no tenia experiència al cinema, però Trueba volia un rostre que fos poc conegut en la pantalla gran, i que a més es tractés d'una persona que portés una vida més aviat aïllada i tranquil·la. Trueba va decidir canviar al personatge de Roberto Bolaño per diverses raons: com es tractava d'un paper important en la història, volia que ho fes un actor professional; tampoc volia molestar-lo, ni que en la pel·lícula apareguessin massa escriptors; i a més, a diferència de la novel·la, el personatge no podia aparèixer gairebé al final de la pel·lícula, sinó que la transició de la trobada entre Lola Cercas i Miralles havia d'estendre's des d'abans. Per tot això va escollir Diego Luna, la nacionalitat mexicana del qual es justificava per la gran quantitat d'immigrants espanyols que Mèxic va acollir durant la Guerra Civil Espanyola. Luna li havia demanat a Trueba utilitzar el seu personatge de Matías del llibre Abierto toda la noche per a fer un curtmetratge a Mèxic, i Trueba li va demanar a canvi que actués en la pel·lícula, al que va accedir sense problemes. Quant al personatge de Miralles, Trueba originalment havia pensat en Paco Rabal, però va morir abans de començar el rodatge; llavors va considerar la possibilitat de Fernando Fernán Gómez, però la va descartar perquè va decidir que el millor seria que es tractés d'una cara poc coneguda; després va provar amb un cartellista, Carles Fontserè de Porqueres, però el paper era molt complex per a una persona que no fos un actor; es va reunir amb Lucio Urtubia, però era massa jove per al paper, i després d'això va ser al cámping Estrella de Mar de Castelldefels a la recerca del veritable Miralles, però es va assabentar que aquest aparentment havia mort al voltant de 1992. Finalment, Trueba es va decidir per al paper per l'actor de teatre català Joan Dalmau, en qui havia pensat originalment per a representar el pare de Lola Cercas.

## Repartiment
- Ariadna Gil - Lola
- Ramon Fontserè - Rafael Sánchez Mazas
- Joan Dalmau - Miralles
- María Botto - Conchi
- Diego Luna - Gastón
- Alberto Ferreiro - Jove milicià
- Luis Cuenca - Pare de Lola
- Lluís Villanueva - Miquel Aguirre
- Julio Manrique - Pere Figueras
- Ivan Massagué - Quim Figueras (20 anys)
- Bruno Bergonzini - Daniel Angelats (20 anys)
- Joaquín Notario - Capità Collell
- Merche Mar - Luz
- Eric Caravaca - Cambrer Dijon
- Vahina Giocante - Assistent Social Dijon

## Rodatge

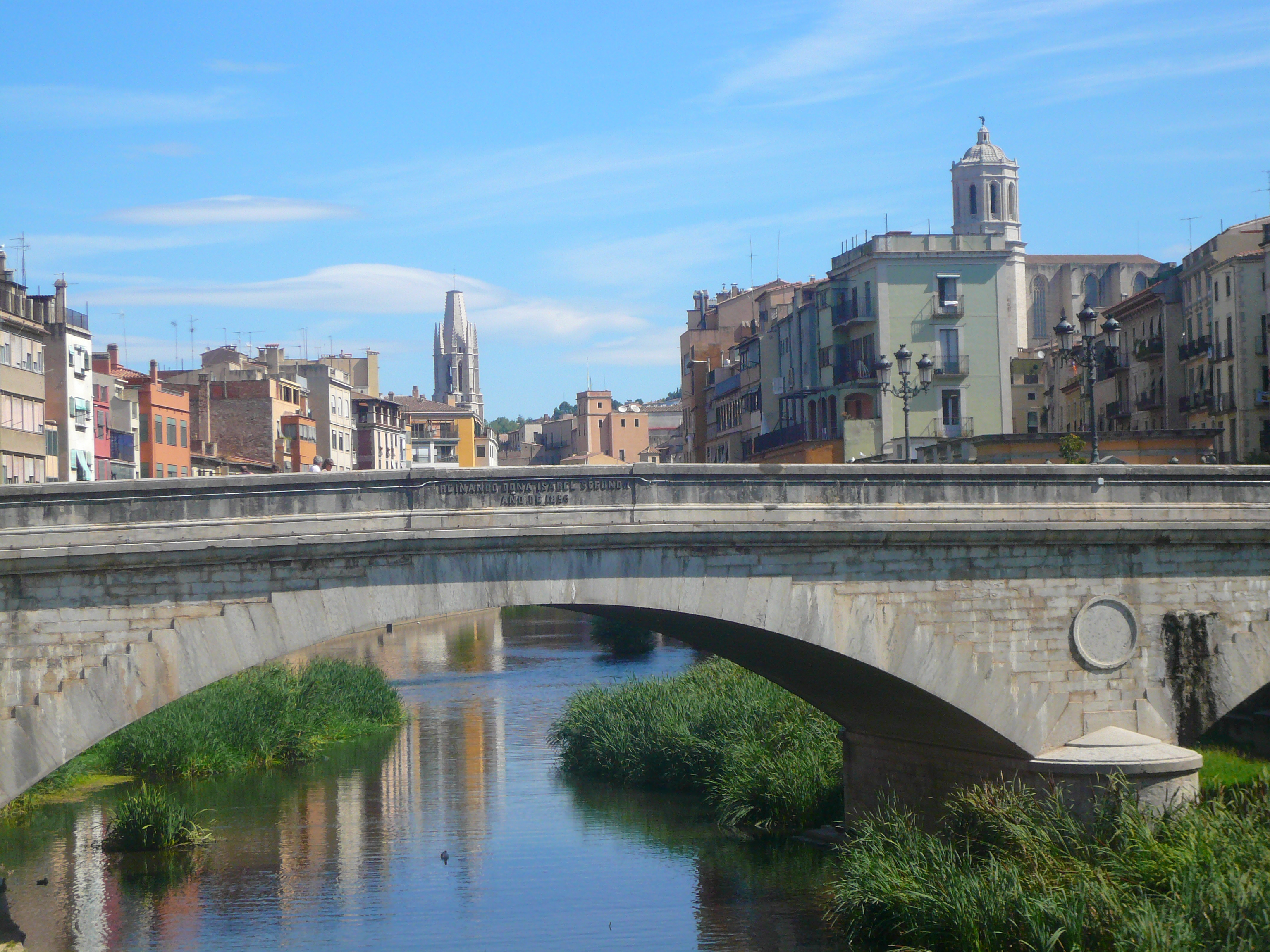
El pont de Girona va ser una de les localitzacions de la pel·lícula.

La pel·lícula es va començar a rodar al març de 2002, quan la novel·la ja era un èxit de crítica i de vendes, i el rodatge va durar onze setmanes. Molts dies de rodatge van comptar amb la presència de Javier Cercas, qui va assistir fonamentalment com a observador, així com companyia per al director. La pel·lícula va comptar amb recursos limitats, es va gravar en super 16 i es va buscar a propòsit, per les característiques de la pel·lícula i de les locaciones, comptar amb un equip de filmació reduït i flexible. Trueba buscava un cert to de cinéma vérité que no havia practicat fins llavors, per la qual cosa van gravar sense interrompre el trànsit ni tancar el passo a persones alienes a la pel·lícula. Durant la filmació, Trueba va tenir al cap les pel·lícules Paths of Glory, de Stanley Kubrick; la segona meitat de Sierra de Teruel, d'André Malraux i Max Aub; i Canciones para después de una guerra, de Basilio Martín Patino.
Es van utilitzar diverses localitzacions de la història de la província de Girona, inclosa la Cuesta de Moyano, el pont de Girona, el bar Bistrot i edificis de la ciutat, boscs de la zona i el santuari del Collell, que va ser utilitzat com a caserna i des de 1938 com a presó. També es va rodar en el veritable lloc on es va realitzar l'afusellament del Collell, que va descobrir la productora Cristina Huete al costat de la directora de producció, Jessica Berman, gràcies a un ancià del lloc, que en l'època de l'afusellament era només un nen i va haver d'ajudar a enterrar els cossos en el lloc. Aquesta localització era desconeguda fins llavors tant per a Trueba com per a Cercas. Allí van gravar alguns moments i recreacions d'històries que els havien contat persones pròximes als fets, com l'escena en què un soldat fa punteria disparant a la campana de l'església. També van recrear la trobada de l'ancià amb Huete i Berman, però en lloc d'elles amb Lola Cercas. També van rodar en el Mas de la Casanova, on Sánchez Mazas es va refugiar amb «els amics del bosc». Un petit equip també va anar a gravar a Dijon.
Per al casting de l'escena de l'afusellament es van presentar més de mil extres provinents dels voltants, de diferents edats i ocupacions; finalment es va triar a cinquanta d'ells, sent seleccionats principalment per l'expressivitat dels seus rostres, i que es van mostrar molt compromesos amb el rodatge. L'escena es va gravar un dia de pluja torrencial, i degué estendre's l'endemà, al qual van poder assistir quaranta-cinc dels extres. En finalitzar l'enregistrament, pel seu compromís els van pagar el doble del pressupostat. Al rodatge d'aquesta escena van assistir, per a fer-ne una nota, el periodista d' El País, Ángel Sánchez Harguindey, al costat del fotògraf Jordi Socías.
Com a suport documental per a la pel·lícula, Trueba va gravar diversos experts en Sánchez Mazas, com ara Marino Gómez-Santos, José Carlos Mainer, Carlos Sentís o el professor de literatura Jordi Gracia.
El fotògraf barceloní David Airob va prendre diverses fotografies del rodatge, que finalment es van reunir en el llibre Diálogos de Salamina: Un paseo por el cine y la literatura, editat per Luis Alegre i acompanyat per converses entre Javier Cercas i David Trueba.

## Muntatge
Durant el muntatge, Trueba degué llevar diverses escenes per a poder sintetitzar la trama o bé perquè resultaven redundants. El primer muntatge tenia dues hores i vint minuts de durada, que havien de ser reduïts. Va gravar a diversos personatges reals que després va haver de llevar, com és el cas de Miquel Aguirre —de qui només va conservar l'escena en què obre la porta gran de l'església— i el de Maria Ferré, qui també era interpretada de jove per l'actriu Marta Marco. També va decidir llevar les entrevistes realitzades als experts en Sánchez Mazas, decidint guardar aquest material per al DVD.
Una altra escena retirada va ser la d'una gitana cantant «Suspiros de España», o la del poeta Ángel González, qui ajudava a descriure els últims moments de la vida de Antonio Machado, a l'inici de la pel·lícula.

## Premis
La pel·lícula va ser candidata a 8 Premis Goya l'any 2004, encara que finalment només va obtenir un, el Goya a la millor fotografia, que premiava així el treball de Javier Aguirresarobe. En la 48a edició dels Premis Sant Jordi de Cinematografia Joan Dalmau va rebre el premi al millor actor en pel·lícula espanyola. A les Medalles del Cercle d'Escriptors Cinematogràfics de 2003 va rebre els premis a la millor fotografia i al millor muntatge. També va guanyar el premi a la millor pel·lícula i a la millor actriu als Premis Turia de 2004.